# 보이드 홀브룩
보이드 홀브룩(Boyd Holbrook, 1981년 9월 1일 ~ )은 미국의 모델이자 배우이다.

## 출연 작품
- 리틀 액시던트 - 아모스 젠킨스 역
- 런 올 나이트 - 대니 맥과이어 역
- 나르코스
- 제인 갓 어 건 - 빅 오웬 역
- 카드보드 복서
- 모건 - 브롱스키 역
- 더 프리 월드
- 로건 - 도널드 피어스 역
- 붐타운
- 더 프레데터 - 퀸 멕케나 역
- O. G.
- 문 섀도우 - 로크 역
- 오늘부터 히어로 - 미라클 가이 역
- 본 투 비 머더드
- 인디아나 존스: 운명의 다이얼 - 클라버 역